# Dasyfidonia avuncularia
Dasyfidonia avuncularia är en fjärilsart som beskrevs av Achille Guenée 1858. Dasyfidonia avuncularia ingår i släktet Dasyfidonia och familjen mätare. Inga underarter finns listade i Catalogue of Life.